# 丸御厨
丸御厨（まるのみくりや）は、安房国朝夷郡にあった御厨。現在の千葉県南房総市丸本郷付近と推定される。
平治元年に源義朝が伊勢神宮に寄進して成立。『吾妻鏡』治承4年（1180年）9月11日条に「安房国丸御厨」とみえ、当所は河内源氏祖源頼義の前九年の役の功労により、朝廷から恩賞として授けられたものとしている。そして、為義から義朝に譲与され、頼朝の昇進を祈念して平治元年（1159年）6月1日伊勢神宮に寄進し、果たして頼朝は同月28日蔵人に補任されたとする。
在地領主丸氏は代々源氏の家人である。石橋山の戦いに敗れ安房に逃れた頼朝が、治承4年（1180年）9月11日に丸五郎信俊を案内人として当御厨を巡検、平家討伐の宿望を果たしたなら、当国中に新御厨を立て重ねて伊勢神宮に寄進する由の自筆の願書をしたためたという。